# Гремячий ключ (родник)
Гремя́чий ключ — источник на правом берегу реки Вондиги (правый приток Молокчи) в 500 м южнее деревни Взгляднево в Сергиево-Посадском городском округе Московской области России. Самый большой и наиболее известный водопад Подмосковья, его высота почти 20 метров. Он стекает каскадами по обрыву Вондиги.
Расход воды — 6 литров в секунду. Температура воды — 6 °C (постоянна весь год). Почти на середине крутого склона из расщелин в известняке с силой бьёт несколько ключей. Вода источников считается целебной, она обогащена радоном, бесцветным радиоактивным газом.
По легенде, водопад возник благодаря молитве Сергия Радонежского. Ныне подходы к водопаду благоустроены, сооружена купель, храм и часовня, по склонам установлены лестницы. Водопад является местом паломничества, а также популярным туристическим объектом.
Название «гремячий» означает «шумный» или просто «родник, источник». Гремячими славяне называли источники, образованные на месте удара молнии.

## Галерея

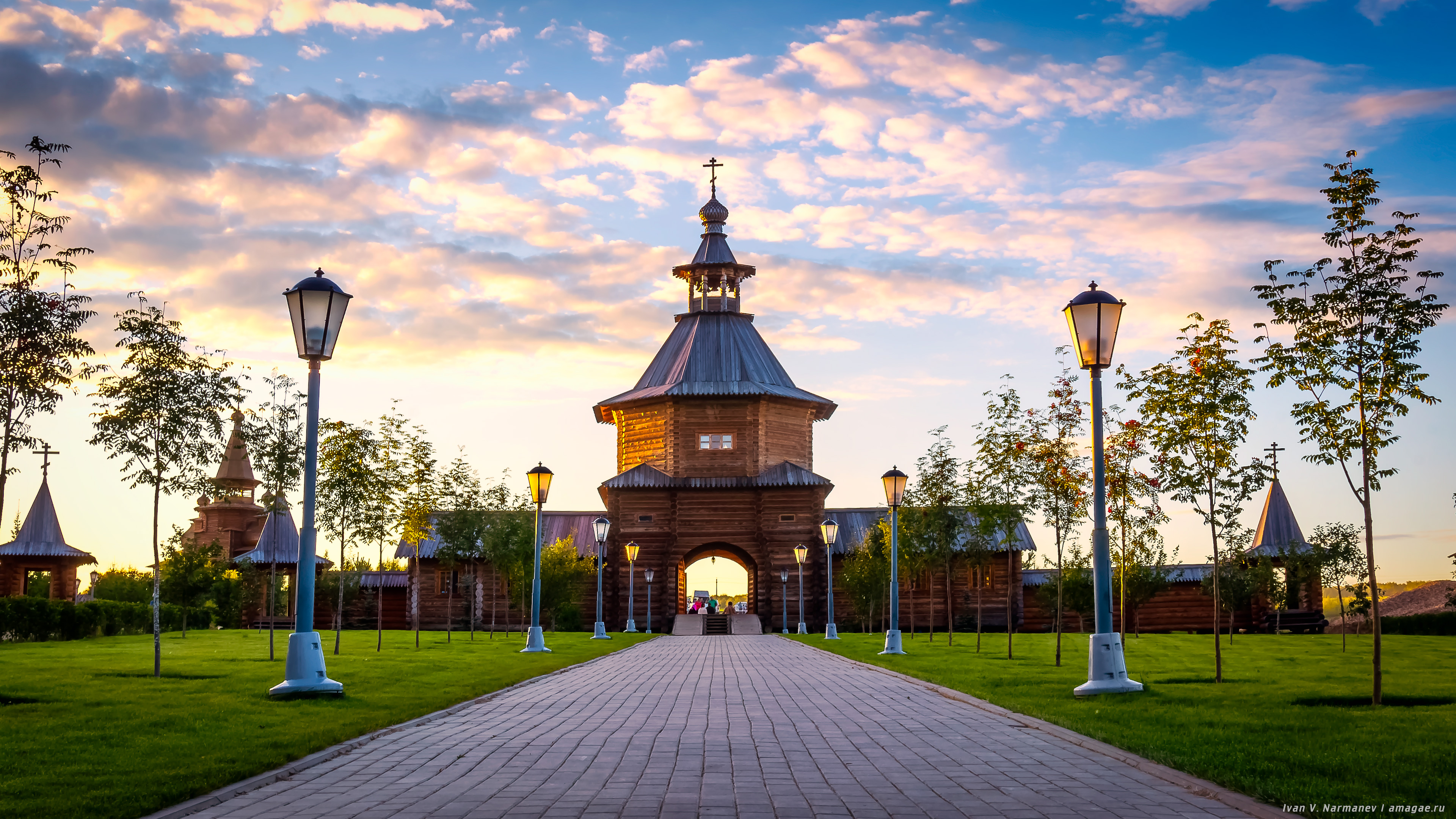
Ворота комплекса
Деревянный храм
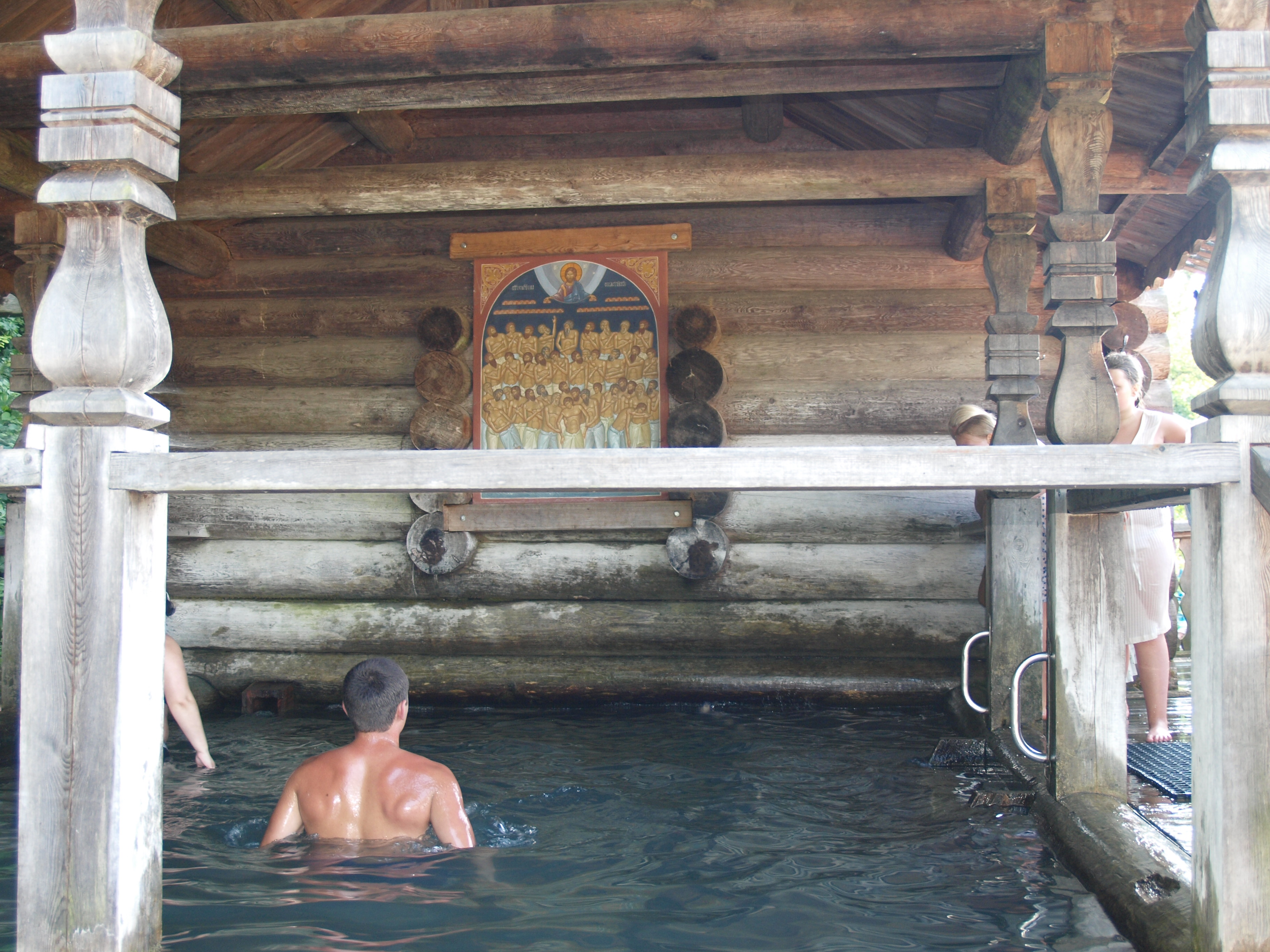
Купель
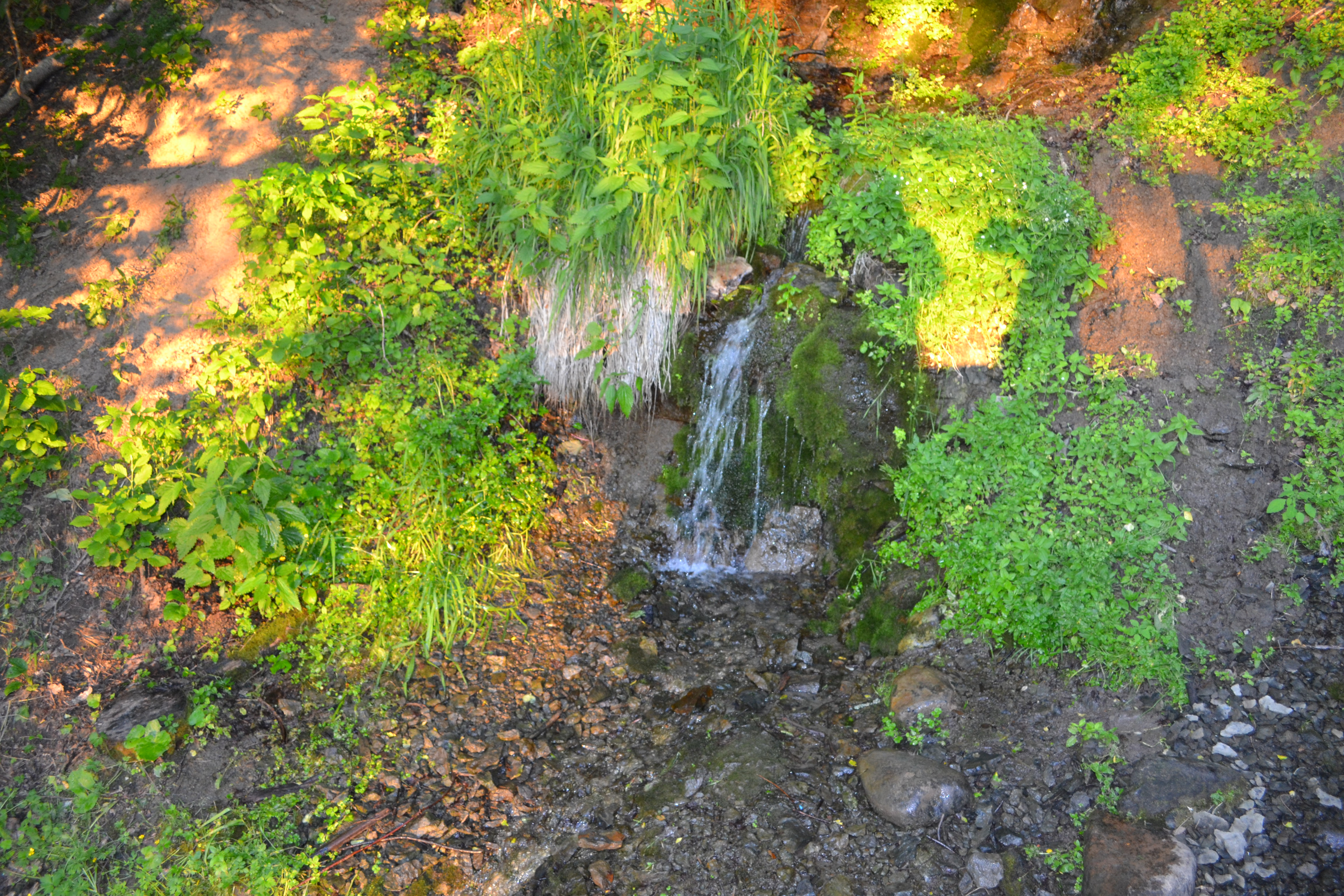
Источник
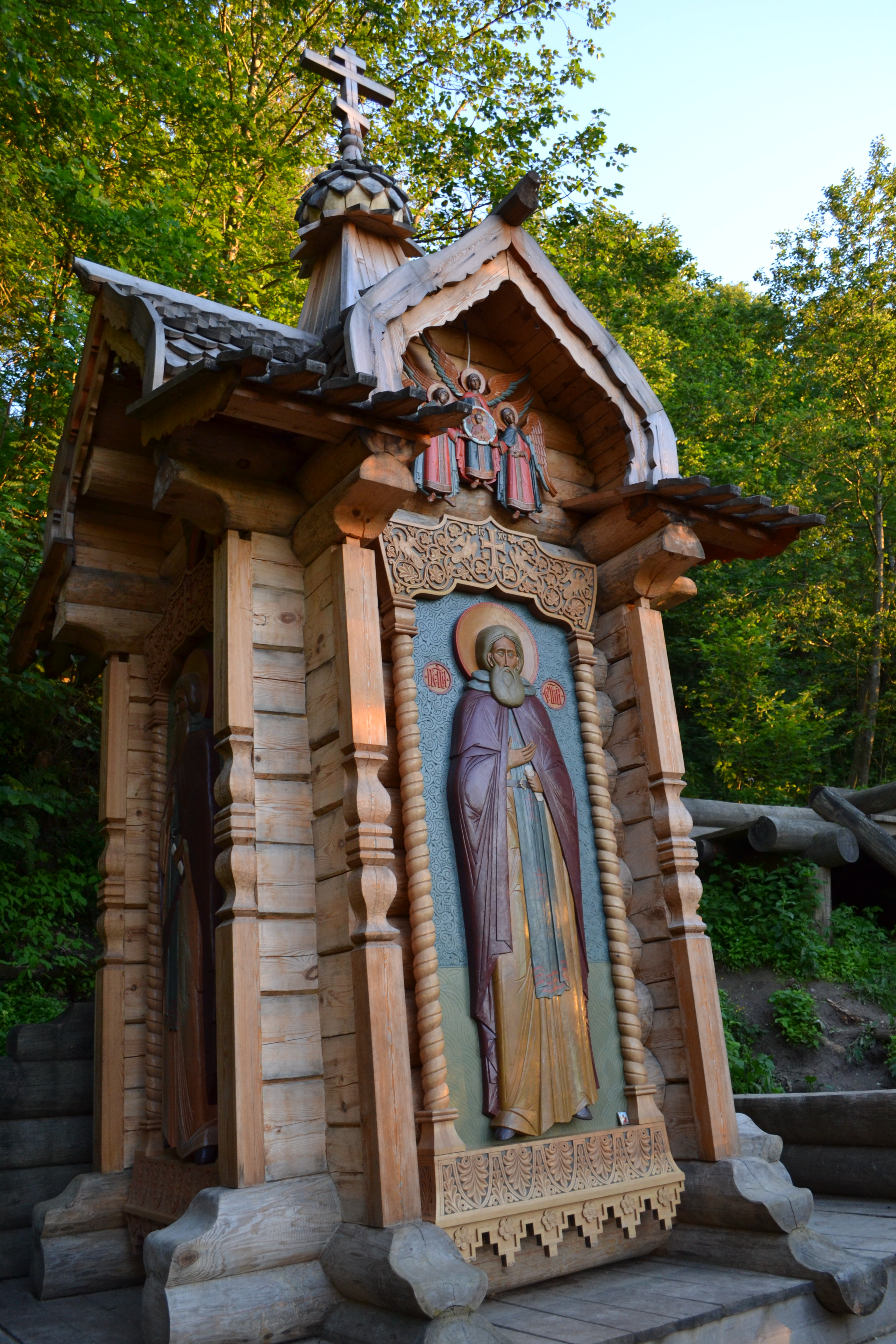
Часовня
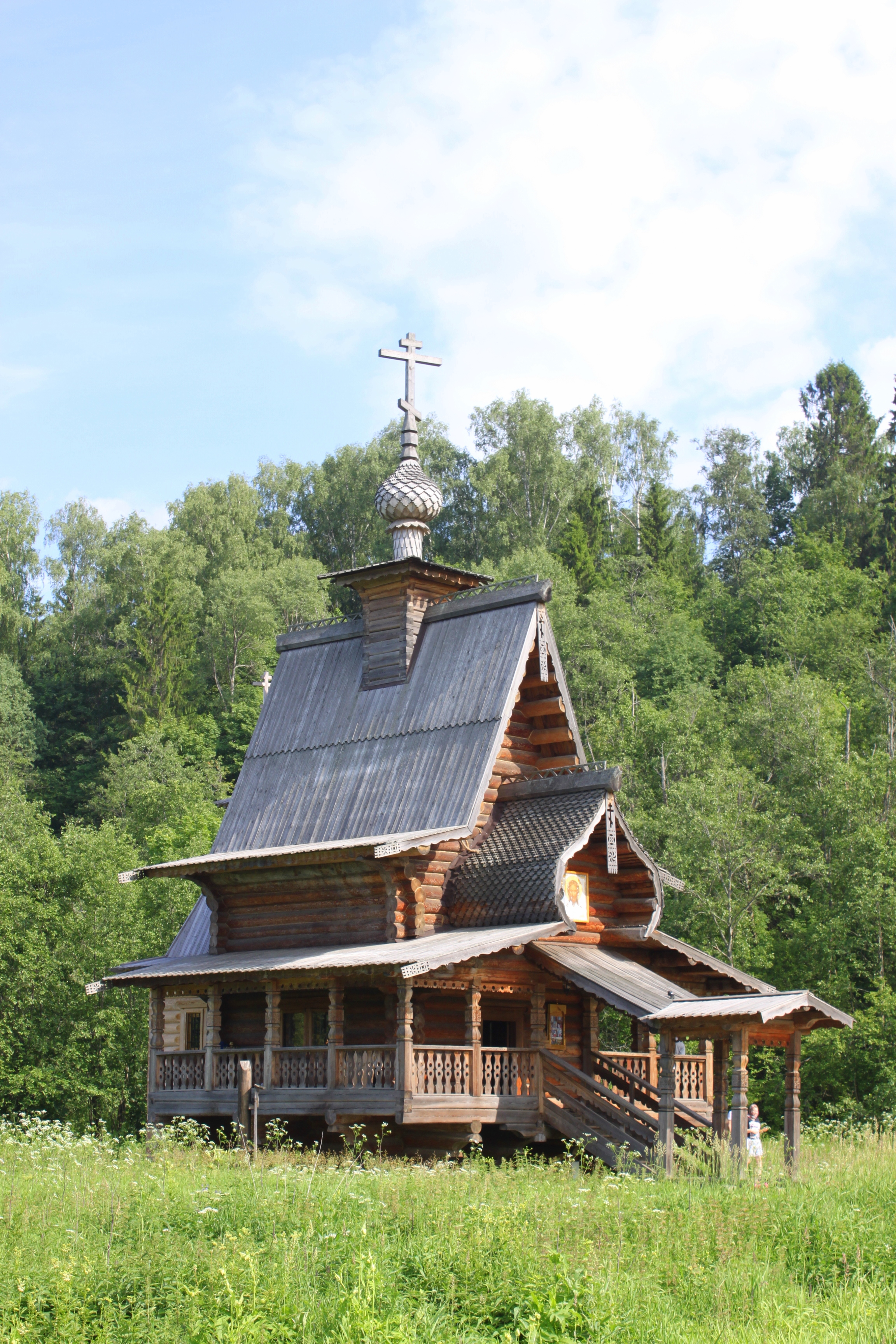
Общий вид часовни